# Incendie du palais d'Hiver
L'incendie du palais d'Hiver (en russe : Пожар в Зимнем дворце) s'est produit le 17 décembre 1837 (30 décembre dans le calendrier grégorien) au palais d'Hiver à Saint-Pétersbourg, en Russie. C’est un des plus grands incendies que l'Empire russe ait connu dans son histoire. 
Le feu brûle complètement le premier et le deuxième étage du palais, y compris la décoration intérieure réalisée par Bartolomeo Rastrelli, Giacomo Quarenghi, Auguste Ricard de Montferrand, Carlo Rossi et d'autres artistes et décorateurs bien connus. De nombreux manuscrits et chroniques disparaissent qui se rapportent à l'histoire de la Russie (l'insurrection décabriste, les guerres russo-turques, etc.), mais également de nombreuses œuvres d'art et des objets de la vie quotidienne. Le feu a duré 30 heures et a continué à couver pendant près de trois jours. La restauration a pris plus de deux ans. 

## Chronologie du sinistre
Deux jours avant l'arrivée du sinistre, dans la salle du maréchal du palais une odeur de fumée commence à surprendre les visiteurs dans le corridor du ministère. Cette même odeur de brûlé se répand le 13 décembre, quelques heures avant l'incendie. Comme elle disparaît ensuite quelque temps, la vigilance des familiers des lieux est émoussée. Mais après 20 heures, elle réapparaît. Selon le témoignage d'un chauffeur chargé d'alimenter les feux en bois de chauffage, le feu a pris dans un conduit de cheminée couvert de suie. Les pompiers arrivent sur place. Mais pendant trop longtemps ils cherchent en vain l'emplacement du départ du feu. Ils arrosent d'eau toutes les fentes murales suspectes d'où l'on a vu s'échapper de la fumée. Les recherches s'activent pour trouver l'origine du feu. Après un premier coup de pioche dans un mur, un des miroirs d'une fausse porte s'effondre et de l'arrière du miroir, des langues de feu se répandent dans toute la pièce, puis rapidement sur les poutres. 

## Conséquences
L'empereur Nicolas Ier se trouve au théâtre au début du sinistre. Arrivé sur place et voyant la fumée à l'intérieur du palais, il ordonne au maréchal de casser toutes les fenêtres de la salle du maréchal pour sauver de la suffocation des gens à l'intérieur. On estime le nombre de personnes à l'intérieur avec les domestiques à plus de 3 000. L'afflux d'air frais provoqué en cassant les carreaux accélère la propagation du feu. Il part dans deux directions opposées et vers six heures du matin tout le palais est atteint par les flammes. Les pompiers et des volontaires continuent d'apporter de l'eau depuis l'Ermitage. Selon des témoins oculaires, durant la première nuit, la lueur du feu est si intense que les paysans la voyaient à une distance de 50 à 70 verstes de Saint-Pétersbourg. Pour éteindre complètement l'incendie il faut trois jours. Pendant ces trois jours les personnes sauves et les biens qui ont échappé aux flammes sont regroupés à la colonne d'Alexandre.

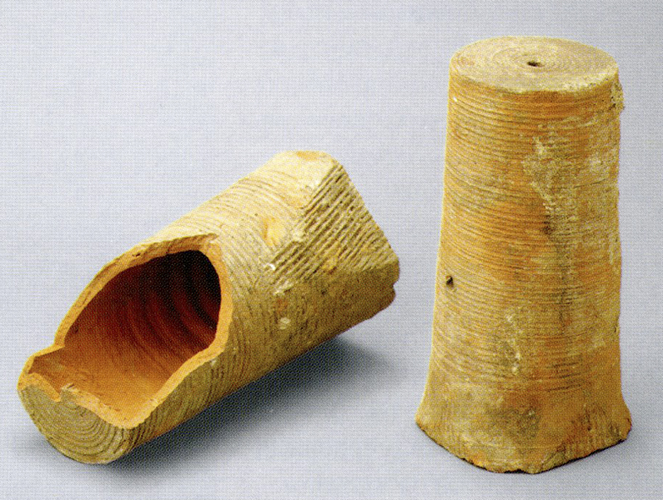
Pots en argile inclus dans les voûtes du palais pour alléger l'ensemble.

La remise en état a duré deux ans et les travaux sont menés par l'architecte Vassili Stassov, qui veille à utiliser une nouvelle conception de planchers (pour alléger les voûtes il utilise des pots en argile creux). L'ingénieur Matveï Klark fait réaliser des structures métalliques spéciales pour en couvrir les grands vestibules et créer des recouvrements en matériaux incombustibles. Il les a commandé à une fonderie d'État de Saint-Pétersbourg (à l'origine fonderie de fer, l'usine, toujours existante, sera nommée Alexandrovsky en 1845, puis Proletarsky (ru) en 1922 ; elle se spécialisera dans l'équipement naval à partir de 1964 et sera privatisée en 1992). 
Alexandre Brioullov participe à la nouvelle décoration artistique de la partie résidentielle du palais et conçoit également de nouveaux espaces d'appartements dans la partie occidentale du palais.
Le 25 janvier 1838, Philarète de Moscou écrit à l'archimandrite de la Laure de la Trinité-Saint-Serge Antoine: « Avez-vous remarqué que trois tragiques incendies dévastateurs ont détruit dans trois nations différentes ce qui y était le plus attractif : le palais à Pétersbourg, la bourse à Londres et le théâtre en France ? ».
À la fin de l'octave de Pâques, le 31 mars 1839 (le 12 avril 1839 dans le calendrier géorgien), est organisée au palais d'Hiver une grande fête folklorique avec bal masqué pour tous, auquel ont participé plus de 100 000 personnes. Certains témoins, dont le baron Modeste von Korff (1800-1876) rapportent que : 

« Cette fête se déroule en mars, par un temps neigeux et glacial, et du fait de la densité de l'air plein de vapeurs humides, on ne parvient pas à nettoyer les parties supérieures des ouvertures de fenêtres ni les ventilateurs, les murs, les colonnes. L'humidité se répand aussi sur les parquets et les endommage irréversiblement, les marbres peints sont imprégnés d'eau, ils perdent leur éclat et prennent des teintes ternes, de même que toute la décoration damasquinée »

« Le palais d'Hiver est trempé, ses dorures ont noirci, sa peinture a disparu, l'odeur est pestilentielle, provenant de toute cette eau et de la sueur de la masse des travailleurs…. »

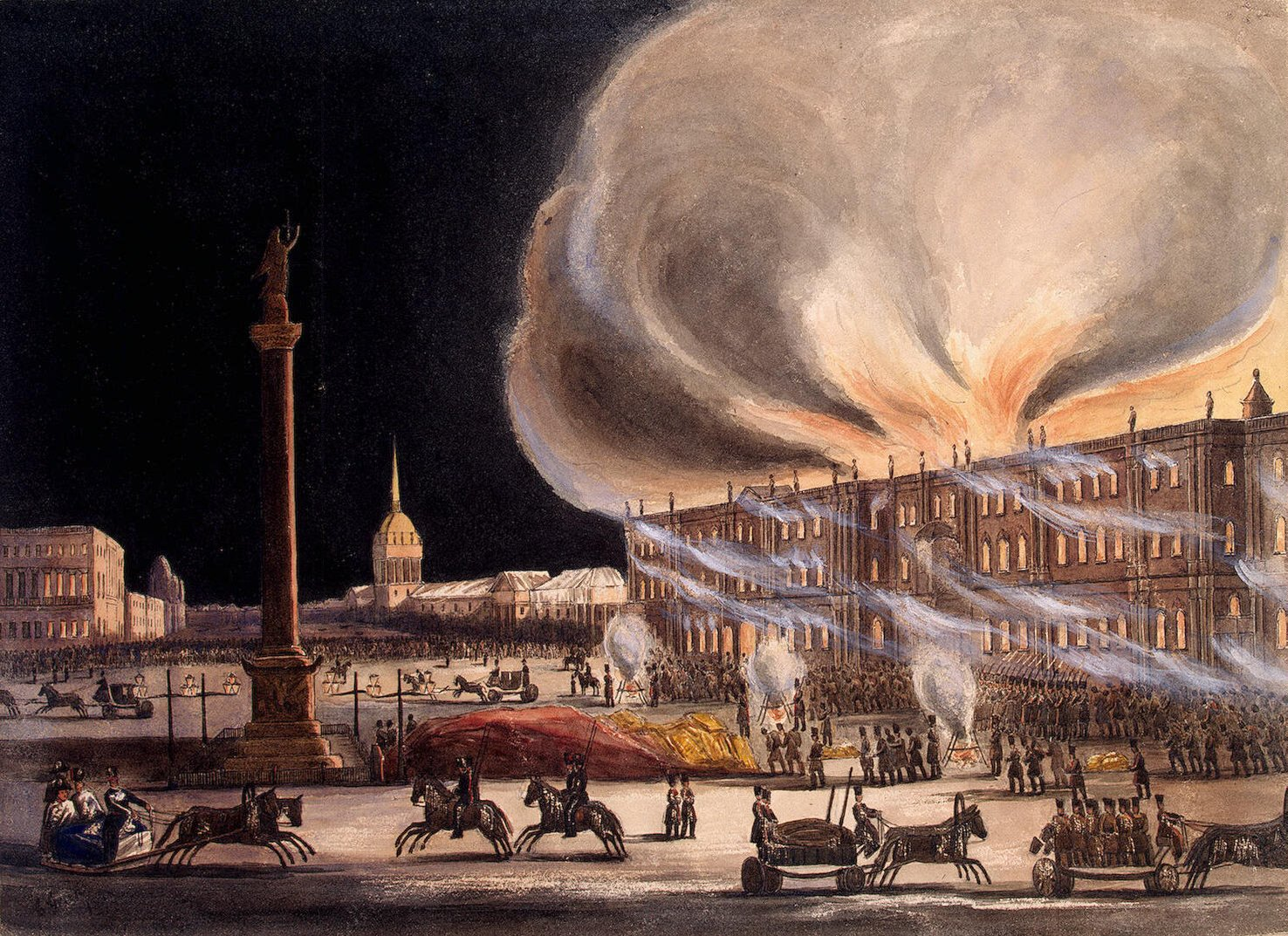
L'Ermitage en feu

Durant l'été 1839 les traces du feu et de l'eau projetée pour l'éteindre sont enlevées dans la mesure du possible. La famille impériale ne revient s'installer au palais d'Hiver qu'à la fin de l'automne 1839. Son installation se termina le 17 décembre.

## L'incendie et enquête
Une commission d'enquête est créée pour déterminer les causes de l'incendie. Elle est dirigée par Alexandre von Benckendorff (1781-1844), mais aussi par le bureau de l'intendance du palais, sous la direction de son vice-président Alexandre Chtcherbine. Cette enquête a démontré que la reconstruction qui a eu lieu en 1833 sous la direction de l'architecte Auguste Ricard de Montferrand a contribué au développement du sinistre. Lors de la reconstruction de la salle du feld-maréchal et de la salle Petrovski de faux murs en bois ont été mis en place. Il s'est formé entre la partie en bois et celle en pierre une poche d'air du fait d'une erreur technique consistant en l'admission anormale de fumées provenant d'une cheminée reliée au sous-sol. Le projet de reconstruction du palais par Montferrand était vérifié et approuvé personnellement par l'empereur Nicolas Ier. Selon l'historien Vladislav Glinka (1903-1983), « Nicolas Ier se croyait constructeur expérimenté et architecte, et il s'intéressait à tous les détails de la reconstruction du palais (en 1833) ; Sans son accord rien ne pouvait être fait ». L'existence d'une erreur tombait donc sous la responsabilité de l'autocrate. C'est pourquoi l'enquête sur les causes de l'incendie est clôturée et ne sont légèrement sanctionnés que les seuls Alexandre Chtcherbine et le capitaine des pompiers Chtchepetov à qui on a reproché de ne pas avoir su éteindre le feu plus rapidement.